# Thomas ap Catesby Jones

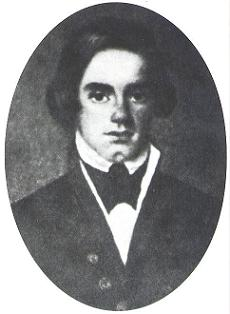
Thomas ap Catesby Jones

Thomas ap Catesby Jones (* 24. April 1790 in Westmoreland County, Virginia; † 30. Mai 1858 in Fairfax County, Virginia) war ein US-amerikanischer Marineoffizier.
Er kämpfte im Britisch-Amerikanischen Krieg in der Schlacht von Lake Borgne. 
1826 schloss er mit König Kamehameha III. von Hawaiʻi einen Vertrag.
Am 19. Oktober 1842 besetzte er, im Glauben, ein Krieg mit Mexiko sei ausgebrochen, das kalifornische Monterey, zog sich aber am 20. Oktober nach anders lautenden Nachrichten zurück.
Kommodore Jones befehligte die Pacific Squadron von 1841 bis 1844 und von 1848 bis 1850.